# Tegerbārī
Tegerbārī (persiska: تگرباری, تَگَرباری) är en ort i Iran.   Den ligger i provinsen Kurdistan, i den nordvästra delen av landet, 400 km väster om huvudstaden Teheran. Tegerbārī ligger 2 260 meter över havet och antalet invånare är 325.
Terrängen runt Tegerbārī är platt åt sydväst, men åt nordost är den kuperad. Runt Tegerbārī är det ganska glesbefolkat, med 27 invånare per kvadratkilometer. Närmaste större samhälle är Takāb, 16,2 km norr om Tegerbārī. Trakten runt Tegerbārī består i huvudsak av gräsmarker.